# مارک سوبیسکی (نشان‌دار)
مارک سوبیسکی (به انگلیسی: Marek Sobieski)، با نام کامل مارک سوبیسکی (نشان‌دار) یانینا زیسته از (۱۵۴۹/۱۵۵۰ تا ۱۶۰۵)، یک لهستانی–لیتوانیاییِ نجیب زاده، و از وابستگان به شلختا بود.
او از ۱۵۷۷ مقام درباری داشت، یک کورانژ یا پرچم‌دار دربار سلطنتی مشترک‌المنافع لهستان–لیتوانیک از ۱۵۸۱، یک فرماندار لوبلین از سال ۱۵۹۷، و یک فرمانده نظامی در لوبلین وئیودشیپ از ۱۵۹۷/۱۵۹۸ به بعد بود.
او پدر بزرگ ژان سوم سوبیسکی پادشاه منتخب مشترک‌المنافع لهستان–لیتوانی بود.